# Civilization VII
Sid Meier's Civilization VII (укр. Цивілізація VII) — відеогра, глобальна стратегія, розроблена Firaxis Games і видана 2K. Випуск гри відбувся на 11 лютого 2025 року для Windows, macOS, Linux, Nintendo Switch, PlayStation 4, PlayStation 5, Xbox One і Xbox Series X/S.

## Ігровий процес

### Нововведення
Лідери більше не прив’язані до цивілізації, якою вони відомі. На початку гри обирається окремо цивілізація, а окремо лідер, який її представлятиме. Критерії того, хто є «лідером», були оновлені, до них включені філософи, релігійні лідери та вчені, які не були главами держав.
У Civilization VII зменшено кількість історичних епох — стародавньої, класичної, середньовіччя, епохи Відродження тощо, ця гра поділена лише на три епохи: античність, епоха відкриттів і сучасність. На початку кожної епохи пропонується обрати нову цивілізацію, але перенісши деякі здобутки з попередньої епохи, як це було реалізовано раніше в Humankind (2021). Наприклад, якщо гравець створював за античності потужні кавалерійські підрозділи, то в епоху відкриттів йому стане доступна Монголія. Кінець кожної епохи супроводжується кризами, які необхідно подолати. Впродовж епох відбуваються змагання між цивілізаціями за першість у досягненнях. Виконання поставленого завдання винагороджується унікальним бонусом, який інші цивілізації здобути більше не зможуть. Також при переході в наступну епохи будівлі втрачають свої бонуси, чим заохочується перебудова. Успіхи епохи оцінюються за категоріями: культура, економіка, військова справа та наука. Підсумковий екран показує, як різні цивілізації досягали своїх цілей за епоху.
Поселенці в Civilization VII засновують не міста, а поселення. Кожне поселення створює валюту (золото), необхідне для найму військ і створення будівель. Витративши певну кількість золота, гравець перетворює поселення на місто. Для міста можна обрати спеціалізацію: індустріальне, торгове, військове й т.д. Міста поступово збільшуються і час від часу пропонується безкоштовно розширити місто на прилеглу клітинку (її також можна купити за золото). Ця клітинка може стати міським кварталом або сільською територією. Відповідно на ній будуються різні споруди та запроваджуються різні вдосконалення. Кожен міський район у Civilization VII може укріплюватися мурами окремо. Ворогу, щоб захопити місто, доведеться спершу захопити всі його райони. Населення міст має параметр щастя, що впливає на прихильність. Нещасливе місто може перейти на бік іншої цивілізації. 
Наземні юніти отримали здатність будувати польові укріплення. Юніти, за винятком командирів, більше не набирають досвід і не посилюються в нагороду за знищених ворогів. Натомість вони отримують посилення від командирів, які перебувають поблизу. Командири можуть віддавати накази всім сусіднім підрозділам, наприклад зосередити вогонь на одному ворогу.
У Civilization VII запроваджено новий ресурс - вплив. Він витрачається на дипломатичні дії: укладення угод, накладання санкцій, диверсії. Ініціатори воєн отримують штрафи і сусідів можна схиляти до миру, витрачаючи на перемовини з ними вплив.
Річки в цій грі стали судноплавними і ними можуть рухатися кораблі. Варварів замінили незалежні держави, які можуть бути нейтральними чи ворожими, і чиї табори можуть перетворитися на міста-держави. 

### Цивілізації
Античність
- Аксумське царство
- Ассирія
- Карфаген
- Єгипет
- Греція
- Китай (імперія Хань)
- Кхмер
- Імперія Маур'їв
- Мая
- Міссісіпці
- Перська імперія
- Римська імперія
- Сілла (Корея)

Доба відкриттів
- Аббасиди
- Булгари
- Чола
- В'єтнамське царство
- Гавайці
- Інки
- Маджапагіт
- Китай (імперія Мін)
- Монголи
- Нормани
- Шауні
- Сонгаї
- Іспанія

Сучасність
- Америка
- Британія
- Буганда
- Французька імперія
- Японія Мейджі
- Мексика
- Моголи
- Пруссія
- Катар
- Китай (імперія Цін)
- Росія
- Сіам

## Розробка
У лютому 2023 року Firaxis Games оголосила, що розробляє продовження Civilization VI (реліз якої відбувався у 2016 році). У серпні 2021 року PCGamesN повідомила, що Firaxis опублікувала вакансію для головного сценариста гри.

### Реліз
Civilization VII було анонсовано на Summer Game Fest 7 червня 2024 року. Раніше 2K оголосила, що з'явиться на Summer Game Fest у травні, щоб показати «наступну ітерацію однієї зі своїх найбільших і найулюбленіших франшиз». За кілька годин до презентації гру «випадково» анонсували на веб-сайті 2K. Civilization VII планується випустити для Windows, Nintendo Switch, PlayStation 4, PlayStation 5, Xbox One і Xbox Series X/S 11 лютого 2025 року.

## Сприйняття
| Агрегатор  | Оцінка            |
| ---------- | ----------------- |
| Metacritic | Win: 81/100       |
| OpenCritic | 86% рекомендовано |

| Видання               | Оцінка |
| --------------------- | ------ |
| Destructoid           | 9/10   |
| Digital Trends        | 4/5    |
| GameSpot              | 8/10   |
| GamesRadar+           | 4/5    |
| IGN                   | 7/10   |
| PCGamesN              | 7/10   |
| Shacknews             | 9/10   |
| TechRadar             | 4/5    |
| The Guardian          | 5/5    |
| Video Games Chronicle | 5/5    |
| VG247                 | 4/5    |

Середня оцінка на Metacritic склала 81 бал зі 100.
Згідно з Леаною Гафер із IGN, гра покращила бойові дії та дипломатію, трохи урізноманітнила оповідь, а також здебільшого надає чудову графіку та звук. Однак, бажання оптимізувати та спростити легендарну серію глобальних стратегій зайшло надто далеко, особливо коли справа доходить до інтерфейсу. В підсумку Civilization VII — це «один крок вперед, два кроки назад».
Джейсон Родрігес у рецензії на GameSpot розглянув Civilization VII як гру з численними прогалинами. Наприклад, відсутніми великими цивілізаціями (як Візантія, Велика Британія чи В'єтнам) і відчуттям кожної наступної епохи як нової гри, де всі знову опиняються в рівних умовах. Як вказав критик, сучасна епоха в Civilization VII завершується польотом людини в космос в умовні 1960-і, не пропонуючи нічого дійсно сучасного. Родрігес зауважив інтерфейс, у якому подекуди не зрозуміло як працюють функції на кшталт торгівлі, відсутні цілі для деяких дій і неможливість завершити забудову певних районів, бо гра не пояснює як одні споруди сполучаються з іншими. Але дивлячись на розвиток попередньої гри, можна очікувати, що Civilization VII стане кращою завдяки доповненням.
Сін Веґа з Eurogamer писала, що Civilization VII гарна, деталізована і звучить чудово. Але це «безхарактерна» гра з надмірно громіздким інтерфейсом, де ступінь недоглядів «шокує». В підсумку Веґа назвала її нудною, суперечливою грою, що замість показати всім, як слід робити глобальні стратегії, набридає.